# 派恩鎮區 (密蘇里州里普利縣)
派恩鎮區（英語：Pine Township）是位於美國密蘇里州里普利縣的一個行政鎮區。

## 地方資料
派恩鎮區的面積為177.32平方千米，當中陸地面積為177.29平方千米，而水域面積為0.03平方千米。根據2020年美國人口普查的數據，當地共有人口153人，而人口密度為每平方千米0.86人。